# Martiel
Martiel település Franciaországban, Aveyron megyében. Lakosainak száma 989 fő (2022. január 1.). Martiel La Capelle-Balaguier, Sainte-Croix, Salvagnac-Cajarc, Savignac, Vailhourles, Laramière, Puyjourdes, Saint-Jean-de-Laur és Puylagarde községekkel határos.

## Népesség
A település népessége az elmúlt években az alábbi módon változott:
| Lakosok száma | 677  | 706  | 798  | 885  | 1002 | 1038 | 1009 | 988  | 975  | 989  |
|               | 1968 | 1982 | 1990 | 2006 | 2013 | 2015 | 2017 | 2019 | 2020 | 2022 |